# Thor 6
O Thor 6 (também conhecido por Intelsat 1W) é um satélite de comunicação geoestacionário construído pela Thales Alenia Space. Ele está localizado na posição orbital de 1 grau de longitude oeste e é operado em parceria pelas empresas Telenor e Intelsat. O satélite foi baseado na plataforma Spacebus-4000B2 e sua expectativa de vida útil é de 15 anos.

## História
A empresa norueguesa, Telenor, anunciou em abril de 2007 que assinou um contrato com a Thales Alenia Space para a construção e entrega de um novo satélite de comunicações geoestacionários (GEO).
O Thor 6 foi baseado na plataforma Spacebus-4000B2 da Thales Alenia Space e foi equipado com 36 transponders em banda Ku ativos. 16 transponders foram apontados para os países nórdicos, e os 20 transponders restantes foram posicionado para atender às crescentes demandas de radiodifusão na Europa Central e Oriental.
O Thor 6 é o substituto dos satélites da Telenor, Thor 2 e Thor 3. O satélite estava programado para substituir o Thor 3, que estava definido para se aposentar em 2010.
Em setembro de 2007, a Intelsat assinou um contrato com a Telenor para adquirir 10 transponders em banda Ku no satélite Thor 6, que são operados em 1 (0,8) graus oeste, fornecendo capacidade para os clientes da Intelsat. Esta capacidade é comercializada pelo nome Intelsat 1W.

## Lançamento
O satélite foi lançado com sucesso ao espaço no dia 29 de outubro de 2009, às 20:00 UTC, por meio de um veiculo Ariane 5 ECA, lançado a partir da Centro Espacial de Kourou, na Guiana Francesa, juntamente com o satélite NSS-12. Ele tinha uma massa de lançamento de 3.050 kg.

## Capacidade e cobertura
O Thor 6/Intelsat 1W é equipado com 56 transponders em banda Ku ativos para fornecer direct-to-home (DTH) de alta potência e serviços de televisão para os países nórdicos e para servir as crescentes demandas de radiodifusão na Europa Central e Oriental.